# Impatiens arguta
Impatiens arguta Hook.f. & Thomson, 1859 è una pianta della famiglia delle Balsaminacee diffusa in Cina, Bhutan, India, Nepal e Myanmar.

## Descrizione
Come tutte le specie congeneri, i semi sono contenuti in un astuccio che a maturazione esplode. I. arguta si distingue dalle altre specie di Impatiens per l'insolito colore blu dei fiori.